# Nydri
Nydri  este un oraș în Grecia în prefectura Lefkada.